# Marko Vejinović
Marko Vejinović (Servisch: Марко Вејиновић, Amsterdam, 3 februari 1990) is een Nederlands voetballer van Servische afkomst die als middenvelder speelt. Tot zijn achttiende droeg hij zijn moeders naam Matić. Omdat zijn vaders naam Vejinović dreigde uit te sterven, nam zowel zijn oudere broer als hij vervolgens die naam aan.

## Carrière

### Voetballer
Vejinović speelde in de jeugd bij Zeeburgia. Via Ajax en FC Utrecht kwam hij uiteindelijk bij AZ terecht. Nadat hij enkele jaren in de jeugd van AZ speelde, maakte hij sinds het seizoen 2007/08 deel uit van de selectie van de Alkmaarders. Hij debuteerde in het eerste elftal op 21 januari 2009 in een wedstrijd om de KNVB beker tegen Achilles '29. Zijn Eredivisie debuut maakte hij op 22 maart, thuis tegen Feyenoord. Hij speelde dat seizoen uiteindelijk drie wedstrijden in de hoogste Nederlandse voetbalcompetitie. Hij won op 25 juli 2009 met AZ de Johan Cruijff Schaal.
In augustus 2009 tekende hij bij Heracles Almelo een contract voor drie jaar, met een optie op nog een vierde jaar. In totaal speelde hij in Almelo vier seizoenen. Met de club werd in 2012 de finale van het bekertoernooi bereikt.
Op 28 juni 2013 tekende Vejinović bij Vitesse een contract voor vier jaar. Op 1 augustus 2013 maakte hij zijn debuut voor Vitesse in de UEFA Europa League-uitwedstrijd tegen Petrolul Ploiești. In het competitieseizoen 2014/15 maakte Vejinović in de eerste tien duels zes doelpunten, waaronder een hattrick tegen ADO Den Haag (3 oktober 2014, 6-1 overwinning).
Vejinović tekende in juni 2015 een contract tot medio 2019 bij Feyenoord. Dat betaalde tussen de 3,5 en 5 miljoen euro voor hem aan Vitesse. Hij was na Dirk Kuijt de tweede nieuweling voor trainer Giovanni van Bronckhorst. Vejinović ging met rugnummer 5 spelen. Hij maakte op 8 augustus 2015 zijn debuut voor de Rotterdammers, thuis tegen FC Utrecht. Aan de vooravond van het thuisduel tegen ADO Den Haag (0-2) op 31 januari 2016 bedreigden zeven mannen de middenvelder met de dood nabij diens woning in Rotterdam. De politie arresteerde het zevental. Vejinović maakte op 26 oktober 2016 zijn eerste officiële doelpunt voor Feyenoord, in een met 4-0 gewonnen bekerwedstrijd tegen SBV Excelsior.
Feyenoord verhuurde Vejinović in juli 2017 voor een jaar aan AZ. Hij speelde hier zeven wedstrijden in de Eredivisie. In zijn zevende en laatste wedstrijd, op 1 oktober 2017 uitgerekend thuis tegen Feyenoord, raakte Vejinović zwaar geblesseerd aan zijn knie. Hierdoor kwam zijn seizoen bij AZ al vroegtijdig ten einde.
Vejinović bracht vervolgens zijn gehele herstelperiode door bij AZ, dat hem in de zomer van 2018 uiteindelijk definitief overnam van Feyenoord. Hij tekende bij de Alkmaarders een contract voor vier seizoenen. Op 28 februari 2019 werd hij tot het einde van het seizoen 2018/19 verhuurd aan het Poolse Arka Gdynia dat uitkomt in de Ekstraklasa.
In augustus 2019 nam Arka Gdynia Vejinovic definitief over van AZ. Hij tekende een contract tot de zomer van 2022. Na de degradatie uit de Ekstraklasa in 2020 liet hij zijn contract ontbinden.
Op 31 december 2020 tekende Vejinovic een contract tot medio 2023 bij ADO Den Haag.
ADO degradeerde en hij verkaste naar het Chinese Tianjin Jinmen Tiger.
Op 4 juli 2022 werd bekendgemaakt dat Vejinovic terug zou keren naar Heracles Almelo. Hij bracht eerder al vier jaar door in Almelo. Heracles Almelo maakte op 24 juni 2024 bekend afscheid te nemen van Marko Vejinovic.

#### Interlandcarrière
Als jeugdinternational speelde Vejinović voor verschillende Nederlandse jeugdelftallen. In november 2015 werd hij voor het eerst opgeroepen voor het Nederlands voetbalelftal door bondscoach Danny Blind maar debuteerde niet. Door zijn Servische achtergrond, kon Vejinović ook uitkomen voor het Servisch voetbalelftal. Hij koos echter bewust voor het Nederlands voetbalelftal.
| Nationale ploeg | Duels | Goals |
| --------------- | ----- | ----- |
| Nederland –17   | 8     | 2     |
| Nederland –19   | 17    | 6     |
| Nederland –21   | 2     | 0     |
| Totaal          | 27    | 8     |

### Voetbaltrainer
De destijds 34-jarige middenvelder zette  een punt achter zijn loopbaan en ging aan de slag bij Feyenoord, waar hij assistent-coach werd van Jimmy Lucassen bij het Onder 16-elftal binnen de Feyenoord Academy. Met dit elftal werd in mei het algeheel kampioenschap onder-16 behaald. In het hieropvolgende seizoen schoven Lucassen en Vejinović door naar het Onder 17-elftal van de Rotterdammers.

## Statistieken
| Seizoen         | Club                    | Competitie      | Competitie | Competitie | Beker | Beker | Internationaal | Internationaal | Overig | Overig | Totaal | Totaal |
| Seizoen         | Club                    | Competitie      | Duels      | Goals      | Duels | Goals | Duels          | Goals          | Duels  | Goals  | Duels  | Goals  |
| --------------- | ----------------------- | --------------- | ---------- | ---------- | ----- | ----- | -------------- | -------------- | ------ | ------ | ------ | ------ |
| 2008/09         | AZ                      | Eredivisie      | 3          | 0          | 1     | 0     | –              | –              | –      | –      | 4      | 0      |
| 2009/10         | Heracles Almelo         | Eredivisie      | 26         | 3          | 2     | 0     | –              | –              | 2      | 0      | 30     | 3      |
| 2010/11         | Heracles Almelo         | Eredivisie      | 27         | 2          | 1     | 0     | –              | –              | 2      | 0      | 30     | 2      |
| 2011/12         | Heracles Almelo         | Eredivisie      | 20         | 2          | 4     | 2     | –              | –              | –      | –      | 24     | 4      |
| 2012/13         | Heracles Almelo         | Eredivisie      | 25         | 4          | 2     | 1     | –              | –              | –      | –      | 27     | 5      |
| 2013/14         | Vitesse                 | Eredivisie      | 30         | 2          | 3     | 0     | 1              | 0              | 2      | 0      | 36     | 2      |
| 2014/15         | Vitesse                 | Eredivisie      | 31         | 10         | 4     | 1     | –              | –              | 4      | 2      | 39     | 13     |
| 2015/16         | Feyenoord               | Eredivisie      | 23         | 0          | 3     | 0     | –              | –              | 0      | 0      | 26     | 0      |
| 2016/17         | Feyenoord               | Eredivisie      | 2          | 0          | 2     | 1     | 1              | 0              | 0      | 0      | 5      | 1      |
| 2017/18         | → AZ                    | Eredivisie      | 7          | 0          | 1     | 0     | –              | –              | –      | –      | 8      | 0      |
| 2018/19         | AZ                      | Eredivisie      | 4          | 0          | 1     | 0     | 0              | 0              | 0      | 0      | 5      | 0      |
| 2018/19         | → Arka Gdynia           | Ekstraklasa     | 14         | 5          | 0     | 0     | –              | –              | 0      | 0      | 14     | 5      |
| 2019/20         | → Arka Gdynia           | Ekstraklasa     | 24         | 8          | 0     | 0     | –              | –              | 0      | 0      | 24     | 8      |
| 2020/21         | ADO Den Haag            | Eredivisie      | 17         | 0          | 0     | 0     | 0              | 0              | 0      | 0      | 17     | 0      |
| 2021/22         | Tianjin Jinmen Tiger FC | Super League    | 8          | 1          | 2     | 0     | –              | –              | 0      | 0      | 10     | 1      |
| 2022/23         | Heracles Almelo         | Eerste Divisie  | 1          | 1          | 0     | 0     | –              | –              | 0      | 0      | 1      | 1      |
| Carrière totaal | Carrière totaal         | Carrière totaal | 262        | 38         | 26    | 5     | 2              | 0              | 10     | 2      | 300    | 45     |

## Erelijst
| Competitie           |        |         |    |    |
| Competitie           | Aantal | Jaren   |    |    |
| AZ                   | AZ     | AZ      | AZ | AZ |
| -------------------- | ------ | ------- | -- | -- |
| Eredivisie           | 1x     | 2008/09 |    |    |
| Johan Cruijff Schaal | 1x     | 2009    |    |    |
| Feyenoord            |        |         |    |    |
| Eredivisie           | 1x     | 2016/17 |    |    |
| KNVB beker           | 1x     | 2015/16 |    |    |